# قائم مقام وزیر امور خارجه ایالات متحده آمریکا
قائم‌مقام وزیر امور خارجهٔ ایالات متحده آمریکا دستیار اصلی وزیر امور خارجه ایالات متحده آمریکا است. در صورت مرگ یا استعفای وزیر امور خارجه، تا معرفی یک جایگزین و رأی اعتماد سنا به او، قائم‌مقام وزیر کفیل وزیر امور خارجه می‌شود. این سمت در سال ۱۹۷۲ ایجاد شد. پیش از آن دستیار وزیر امور خارجه مسئول ردهٔ دوم وزارت امور خارجه ایالات متحده آمریکا بود. قائم‌مقام کنونی وزیر امور خارجه، کریستوفر لانداو است.

## فهرست قائم‌مقام‌های وزیر امور خارجه
| #  | تصویر      | نام                        | شروع دوره       | اتمام دوره      | رئیس‌جمهور ایالات متحده آمریکا مشغول به کار در دوره |
| -- | ---------- | -------------------------- | --------------- | --------------- | -------------------------------------------------- |
| ۱  |            | جان ان. اروین دوم          | ۱۳ ژوئیه ۱۹۷۲   | ۱ فوریه ۱۹۷۳    | ریچارد نیکسون                                      |
| ۲  |            | کنث راش                    | ۲ فوریه ۱۹۷۳    | ۲۹ مه ۱۹۷۴      | ریچارد نیکسون                                      |
| ۳  |            | رابرت اس. اینگرسال         | ۱۰ ژوئیه ۱۹۷۴   | ۳۱ مارس ۱۹۷۶    | ریچارد نیکسون                                      |
| ۳  | جرالد فورد | رابرت اس. اینگرسال         | ۱۰ ژوئیه ۱۹۷۴   | ۳۱ مارس ۱۹۷۶    |                                                    |
| ۴  |            | چالرز رابینسن              | ۹ آوریل ۱۹۷۶    | ۲۰ ژانویه ۱۹۷۷  |                                                    |
| ۵  |            | وارن کریستوفر              | ۲۶ فوریه ۱۹۷۷   | ۱۶ ژانویه ۱۹۸۱  | جیمی کارتر                                         |
| ۶  |            | ویلیام پی. کلارک           | ۲۵ فوریه ۱۹۸۱   | ۹ فوریه ۱۹۸۲    | رونالد ریگان                                       |
| ۷  |            | والتر جی استوسل جونیور.    | ۱۱ فوریه ۱۹۸۲   | ۲۲ سپتامبر ۱۹۸۲ | رونالد ریگان                                       |
| ۸  |            | کنت دبلیو دام              | ۲۳ سپتامبر ۱۹۸۲ | ۱۵ ژوئن ۱۹۸۵    | رونالد ریگان                                       |
| ۹  |            | جان سی. وایتهد             | ۹ ژوئیه ۱۹۸۵    | ۲۰ ژانویه ۱۹۸۹  | رونالد ریگان                                       |
| ۱۰ |            | لارنس ایگلبرگر             | ۲۰ ژانویه ۱۹۸۹  | ۸ دسامبر ۱۹۹۲   | جرج اچ. دابلیو. بوش                                |
| ۱۱ |            | کلیفتون آر. وارتون جونیور. | ۲۷ ژانویه ۱۹۹۳  | ۸ نوامبر ۱۹۹۳   | بیل کلینتون                                        |
| ۱۲ |            | استروب تالبوت              | ۲۲ فوریه ۱۹۹۴   | ۱۹ ژانویه ۲۰۰۱  | بیل کلینتون                                        |
| ۱۳ |            | ریچارد آرمیتاژ             | ۲۶ مارس ۲۰۰۱    | ۲۲ فوریه ۲۰۰۵   | جرج دابلیو. بوش                                    |
| ۱۴ |            | رابرت زولیک                | ۲۲ فوریه ۲۰۰۵   | ۷ ژوئیه ۲۰۰۶    | جرج دابلیو. بوش                                    |
| ۱۵ |            | جان نگروپونتی              | ۱۳ فوریه ۲۰۰۷   | ۲۸ ژانویه ۲۰۰۹  | جرج دابلیو. بوش                                    |
| ۱۶ |            | جیمز استاینبرگ             | ۲۸ ژانویه ۲۰۰۹  | ۲۸ ژوئیه ۲۰۱۱   | باراک اوباما                                       |
| ۱۷ |            | ویلیام برنز                | ۲۸ ژوئیه ۲۰۱۱   | ۳ نوامبر ۲۰۱۴   | باراک اوباما                                       |
| –  |            | وندی شرمن سرپرست           | ۳ نوامبر ۲۰۱۴   | ۹ ژانویه ۲۰۱۵   | باراک اوباما                                       |
| ۱۸ |            | آنتونی بلینکن              | ۹ ژانویه ۲۰۱۵   | ۲۰ ژانویه ۲۰۱۷  | باراک اوباما                                       |
| –  |            | توماس شانون سرپرست         | ۱ فوریه ۲۰۱۷    | ۲۴ مه ۲۰۱۷      | دونالد ترامپ                                       |
| ۱۹ |            | جان جی. سالیون             | ۲۴ مه ۲۰۱۷      | ۲۰ دسامبر ۲۰۱۹  | دونالد ترامپ                                       |
| ۲۰ |            | استیون بیگن                | ۲۱ دسامبر ۲۰۱۹  | ۲۰ ژانویه ۲۰۲۱  | دونالد ترامپ                                       |
| ۲۱ |            | وندی شرمن                  | ۱۴ آوریل ۲۰۲۱   | ۲۸ ژوئیه ۲۰۲۳   | جو بایدن                                           |
| –  |            | ویکتوریا نولاند سرپرست     | ۲۹ ژوئیه ۲۰۲۳   | ۱۲ فوریه ۲۰۲۴   | جو بایدن                                           |
| ۲۲ |            | کورت ام. کمپل              | ۱۲ فوریه ۲۰۲۴   | ۲۰ ژانویه ۲۰۲۵  | جو بایدن                                           |
| ۲۳ |            | کریستوفر لانداو            | ۲۵ مارس ۲۰۲۵    | اکنون           | دونالد ترامپ                                       |